# Zarzuela (gmina)
Zarzuela – gmina w Hiszpanii, w prowincji Cuenca, w Kastylii-La Mancha, o powierzchni 40,33 km². W 2011 roku gmina liczyła 222 mieszkańców.